# 羅釴
羅釴，福建沙縣人，清朝政治人物、武進士出身。
康熙五十四年，登進士，擔任南昌守营都司。